# 아오조라 히카리
아오조라 히카리(일본어: 青空 ひかり, 1999년 1월 8일~)는 일본의 AV여배우이다.
2020년 12월에 발표된 「FLASH 2020년 현역 최강 섹시 여배우 BEST100」독자 투표에서 38위를 기록했다.